# Plesnois
Plesnois és un municipi francès, situat al departament del Mosel·la i a la regió del Gran Est. L'any 2007 tenia 758 habitants.

## Demografia

### Població
El 2007 la població de fet de Plesnois era de 758 persones. Hi havia 261 famílies, de les quals 32 eren unipersonals (20 homes vivint sols i 12 dones vivint soles), 74 parelles sense fills, 139 parelles amb fills i 16 famílies monoparentals amb fills.
La població ha evolucionat segons el següent gràfic:
Habitants censats

### Habitatges
El 2007 hi havia 285 habitatges, 267 eren l'habitatge principal de la família, 1 era una segona residència i 17 estaven desocupats. 282 eren cases i 3 eren apartaments. Dels 267 habitatges principals, 260 estaven ocupats pels seus propietaris, 6 estaven llogats i ocupats pels llogaters i 1 estava cedit a títol gratuït; 6 tenien tres cambres, 34 en tenien quatre i 227 en tenien cinc o més. 246 habitatges disposaven pel capbaix d'una plaça de pàrquing. A 83 habitatges hi havia un automòbil i a 170 n'hi havia dos o més.

### Piràmide de població
La piràmide de població per edats i sexe el 2009 era:
| Homes | Edats   | Dones |
| ----- | ------- | ----- |
| 0     | 95 o +  | 0     |
| 0     | 90 a 94 | 0     |
| 4     | 85 a 89 | 4     |
| 0     | 80 a 84 | 8     |
| 0     | 75 a 79 | 4     |
| 12    | 70 a 74 | 8     |
| 28    | 65 a 69 | 24    |
| 16    | 60 a 64 | 16    |
| 28    | 55 a 59 | 20    |
| 20    | 50 a 54 | 32    |
| 32    | 45 a 49 | 28    |
| 36    | 40 a 44 | 28    |
| 40    | 35 a 39 | 40    |
| 8     | 30 a 34 | 20    |
| 4     | 25 a 29 | 16    |
| 20    | 20 a 24 | 20    |
| 20    | 15 a 19 | 16    |
| 36    | 10 a 14 | 32    |
| 20    | 5 a 9   | 24    |
| 16    | 0 a 4   | 20    |

## Economia
El 2007 la població en edat de treballar era de 510 persones, 360 eren actives i 150 eren inactives. De les 360 persones actives 338 estaven ocupades (183 homes i 155 dones) i 21 estaven aturades (12 homes i 9 dones). De les 150 persones inactives 51 estaven jubilades, 64 estaven estudiant i 35 estaven classificades com a «altres inactius».

### Ingressos
El 2009 a Plesnois hi havia 276 unitats fiscals que integraven 822,5 persones, la mediana anual d'ingressos fiscals per persona era de 24.379 €.

### Activitats econòmiques
Dels 29 establiments que hi havia el 2007, 3 eren d'empreses de fabricació d'altres productes industrials, 3 d'empreses de construcció, 5 d'empreses de comerç i reparació d'automòbils, 1 d'una empresa d'informació i comunicació, 3 d'empreses immobiliàries, 10 d'empreses de serveis, 2 d'entitats de l'administració pública i 2 d'empreses classificades com a «altres activitats de serveis».
Dels 3 establiments de servei als particulars que hi havia el 2009, 1 era una fusteria i 2 lampisteries.
L'any 2000 a Plesnois hi havia 10 explotacions agrícoles que ocupaven un total de 282 hectàrees.

## Equipaments sanitaris i escolars
El 2009 hi havia 1 escola maternal i 1 escola elemental.

## Poblacions més properes
El següent diagrama mostra les poblacions més properes.